# Tarrés
Tarrés là một đô thị trong tỉnh Lérida, cộng đồng tự trị Cataluña Tây Ban Nha. Đô thị Tarrés có diện tích là 13 ki-lô-mét vuông, dân số năm 2009 là 109 người với mật độ 8,38 người/km². Đô thị Tarrés có cự ly km so với tỉnh lỵ Lérida.